# 한국해양수산연수원

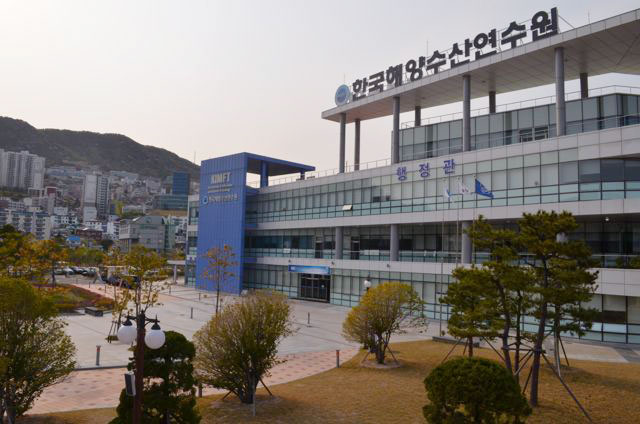
부산 영도구에 위치한 한국해양수산연수원 본원

한국해양수산연수원(韓國海洋水産硏究,院, Korean Institute of Maritime and Fisheries Technology, KIMFT)은 선원의 교육ㆍ훈련과 선박운항 및 어업에 관한 신기술의 개발ㆍ보급을 통해 우수한 해양수산인력을 양성하고 해기사 국가기술자격검정 등에 관한 업무를 수행하기 위하여 한국해양수산연수원법에 의거 1983년 6월 설립된 대한민국 해양수산부 산하 위탁집행형 준정부기관이다. 소재지는 부산광역시 영도구 해양로 367이다.

## 주요기능 및 역할
- 해양수산관련 사업 종사자의 교육ㆍ훈련
- 해기사 등 국가기술자격 검정업무
- 선박운항 및 어업기술의 연구개발
- 해양수산기술훈련에 관한 국제교류증진 사업

## 연혁
- 1965년 7월: 원양어업기술훈련소 창설
- 1983년 6월: 한국해기연수원 설립
- 1998년 1월: 한국해양수산연수원 출범(한국어업기술훈련소와 한국해기연수원 통합)

## 조직

### 한국해양수산연수원장
- 이사회
- 비상임감사

#### 교육본부
- 교육운영팀
- 시험관리팀
- 오션폴리텍팀
- 선박운영팀
- 신조사업팀

#### 경영본부
- 미래정책팀
- 기획예산팀
- 운영지원팀
- 시설구매팀
- 고객지원팀

#### 해양플랜트안전센터
- 해양플랜트교육팀
- 해사안전교육팀

## 소속기관
- 인천사무소

## 같이 보기
- 대한민국 정부
- 대한민국의 교육